# كيث د. بلاك
كيث د. بلاك (بالإنجليزية: Keith D. Black)‏ هو كاتب سيناريو أمريكي، ولد في 16 أكتوبر 1980 في جوهانسبرغ في جنوب أفريقيا. اكتشف بلاك الممثلة بينو مابينا.

## وصلات خارجية
- كيث د. بلاك على موقع IMDb (الإنجليزية)
- كيث د. بلاك على موقع قاعدة بيانات الفيلم (الإنجليزية)